# Gassner János
Gassner János (John Waldhorn Gassner) (Máramarossziget, 1903. január 30. – New Haven, 1967. április 2.) kritikus, dramaturg, szerkesztő, egyetemi tanár.

## Életpályája
1911-től az USA-ban élt. Tanulmányait az Egyesült Államokban végezte. 1927–1945 között a New York-i Hunter College-ban tanított. 1928-ban a New York-i Columbia Egyetemen doktorált. 1931–1949 között színházaknál; 1931–1944: Guild Theatre, 1940–1949: Piscator Dramatic Workshop vezető dramaturgja volt. 1944–1947 között a Columbia filmtársaság dramaturgja volt. 1945–1952 között a Library of Drama and Music főszerkesztőjeként dolgozott. 1949–1956 között a Theatre Arts Magazine kiadó-főszerkesztője és a Columbia Egyetem tanára volt. 1951–1956 között a Queens College-ban oktatott. 1954–1956 között a Michigan Egyetemen adott elő. 1956-tól a Yale Egyetemen a színműírás és a drámairodalom tanára volt.
Amerikai napilapok és folyóiratok színházi kritikusa volt, majd kiadói lektor lett, különböző kiadványsorozatokban működött közre. 

## Művei
- Best Plays of the Modern American Theatre (szerkesztő; New York 1939, 1945, 1949, 1952, 1958–1959, 1963)
- Best American Plays Series I–VI. k. (1939, 1947, 1952)
- Masters of the Drama (szerkesztő, 1940, 1945, 1947, 1954)
- Producing the Play (1946, 1953, 1958)
- Best Film Plays of 1943–1945 (két k., 1945)
- English Comedies (Hale, 1945)
- Twentyfive Best Plays of the Modern American Theatre (New York, 1949)
- Human Relations in the Theatre (1949)
- A Treasury of the Theatre from Henrik Ibsen to Arthur Miller I–III (1950–1951)
- The Theatre in Our Times, A Survey of the Men, Materials and Movements in the Modern Theatre (1954, 1963)
- Form and Idea in Modern Theatre (1956)
- Twenty Best European Plays on the American Stage (szerkesztő, 1957)
- Twenty Best Plays of Modern American Theatre (szerkesztő, 1957)
- A Treasury of the Theatre from Aeschylus to Turgenev (1959)
- A Treasury of the Theatre from Henrik Ibsen to Eugene Ionesco (1960)
- Theatre at the Crossroads, Plays and Playwrights of the Mid-century American Stage (1960)
- Válság a színpadon (Budapest, 1960)
- Best American Supplements (New York, 1961)
- American Theatre (A. Goldmannel, London, 1967)
- Best Plays of the Early American Theatre, From the Beginning to 1916 (1967)

### Művei
- Válság a színpadon; ford. Bárd Oszkárné; Színháztudományi Intézet, Budapest, 1960 (Korszerű színház)